# Margites
Margites is een kevergeslacht uit de familie van de boktorren (Cerambycidae). De wetenschappelijke naam van het geslacht werd voor het eerst geldig gepubliceerd in 1891 door Gahan.

## Soorten
Margites omvat de volgende soorten:
- Margites singularis (Pic, 1923)
- Margites aggregatus Holzschuh, 1999
- Margites alutaceus Holzschuh, 2006
- Margites argenteus Aurivillius, 1907
- Margites auratonotatus Pic, 1923
- Margites decipiens Holzschuh, 1989
- Margites deroliformis (Adlbauer, 1997)
- Margites egenus (Pascoe, 1858)
- Margites exiguus (Gahan, 1894)
- Margites fulvidus (Pascoe, 1858)
- Margites grisescens Pic, 1937
- Margites lineatus Gahan, 1898
- Margites luteopubens Pic, 1926
- Margites minutulus Holzschuh, 2008
- Margites modicus Gahan, 1906
- Margites mucidus Holzschuh, 1995
- Margites mussardi Lepesme & Breuning, 1956
- Margites pumilus Holzschuh, 1999
- Margites rufipennis (Pic, 1923)
- Margites sodalis Holzschuh, 1999
- Margites sulcicollis Gahan, 1893
- Margites sulcifrons Jordan, 1903